# Büren (Adelsgeschlecht, Marsberg)

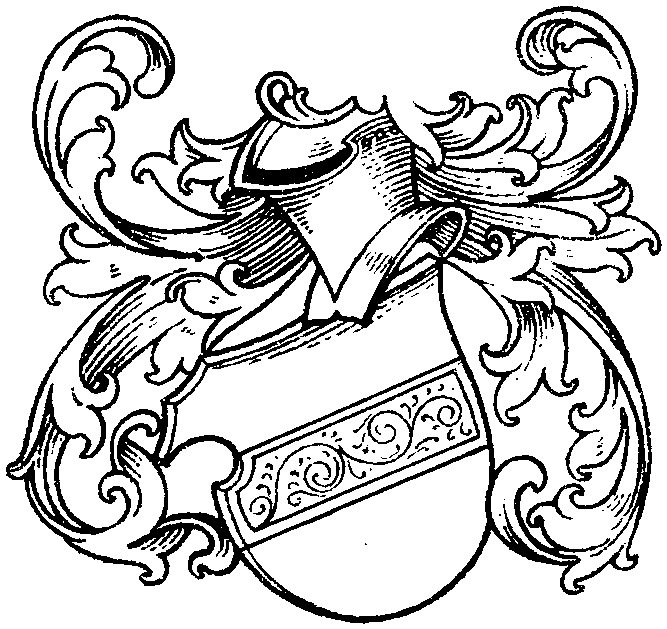
Wappen derer von Büren

Die Herren von Büren (auch: Buren) waren ein Patrizier- und Stadtadelsgeschlecht in Marsberg.
Das hier behandelte Geschlecht ist von den Edelherren von Büren zu Burg Büren, den Herren von Büren zu Unna und den Herren von Büren genannt Sybertinch zu unterscheiden.

## Geschichte
Der Stammsitz des hier behandelten Geschlechts war Marsberg im Sauerland. Die Familie erscheint ab Anfang des 14. Jahrhunderts. Sie stellte mehrere Bürgermeister in Marsberg:
- Sifried von Büren (d. J.), 1305, 1311 und 1314 Marsberger Ratsherr, 1318 und 1320 Bürgermeister in Marsberg, verheiratet mit Fredeburg, hatte die Kinder Siegfried, Gerlach, Gottschalk, Gerhard, Adelheid und Mechtild
- Gerlach von Büren († 1336), Bruder des o. g. Sifried, 1312 und 1322 Bürgermeister in Marsberg, verheiratet mit Oda, hatte mindestens einen gleichnamigen Sohn (1343 und 1347 Ratsherr zu Marsberg)
- Gottschalk von Büren, 1346 Bürgermeister in Marsberg, 1348 und 1350 Marsberger Ratsherr
- Cord von Buren (urkund. 1424), 1424 alter Bürgermeister in Marsberg, verheiratet mit Ghese (1424 †)

Ferner erscheinen zum Beispiel Priester Siegfried von Buren (1341), der Marsberger Ratsherr Konrad von Büren (1357), der Marsberger Bürger Curd/Cord von Büren († 1369), verheiratet mit Adelheid, sowie dessen Neffe Konrad von Büren.
Der Besitz der Familie lag in und um Marsberg, z. B. ein Zehnt im heute wüstgefallenen Dorf Enemuden sowie Höfe bzw. Güter in Enemuden, Latervelde, Westhem und Osthem.
Die Familie erlosch laut Spießen um 1440.

## Wappen
Blasonierung: Im Schild ein Balken.
Weder die Tingierung noch die Helmzier des Wappens sind bekannt.